# Centro del Reich per l'emigrazione ebraica
Il Centro del Reich per l'emigrazione ebraica è stato istituito a Berlino l'11 febbraio 1939 su istruzione di Hermann Göring con lo scopo di accelerare l'emigrazione degli ebrei dalla Germania.
Reinhard Heydrich ne suggerì la creazione subito dopo la notte dei cristalli, mettendo in risalto le esperienze dell'Ufficio centrale per l'emigrazione ebraica a Vienna, il cui modello organizzativo si era dimostrato interessante agli occhi dei nazionalsocialisti dall'agosto 1938. Formalmente fece parte del Ministero dell'Interno del Reich, Reinhard Heydrich fu posto a capo del Centro, l'amministratore delegato fu Heinrich Müller, a cui successe Adolf Eichmann nell'ottobre del 1939.

## Campo di azione del Centro
Nelle istruzioni di Göring del 24 gennaio 1939, i compiti del Centro del Reich per l'emigrazione ebraica furono:
- creare una cosiddetta "adeguata organizzazione ebraica" come misura preparatoria per una massiccia emigrazione e per ottenere la fornitura di fondi nazionali ed esteri per determinare i paesi di destinazione più adatti per l'emigrazione;
- privilegiare l'emigrazione degli ebrei più poveri;
- ottenere rapidamente i passaporti e le carte d'identità necessari attraverso l'elaborazione centrale.[2]

Secondo la direttiva, la sede del Reich doveva essere istituita presso il Ministero dell'Interno del Reich, ma Reinhard Heydrich assunse immediatamente la direzione dell'ufficio e del personale stesso, coinvolgendo i ministeri specializzati solo attraverso i rappresentanti appartenenti ad un comitato specifico.
L'ufficio centrale di Berlino iniziò a lavorare nel marzo 1939: inizialmente la richiesta contò 200 domande al giorno, a giugno arrivarono ad un totale di 6.187 domande nonostante la "mancanza di formazione organizzativa".

## Approvvigionamento di valuta estera
La direttiva nominò anche il direttore ministeriale di Göring, Helmut Wohlthat, in qualità di rappresentante della conduzione dei negoziati con George Rublee, rappresentante del Comitato intergovernativo sui rifugiati in base all'Accordo Rublee-Wohlthat, che si occupò del finanziamento e dell'organizzazione dell'emigrazione degli ebrei dalla Germania. Da un lato, c'era la questione se la richiesta di fondi dai paesi riceventi potesse essere prefinanziata e successivamente ripagata dai proventi delle esportazioni tedesche, dai crediti del registro dei debiti o dai beni ebraici confiscati in un fondo fiduciario; in secondo luogo, si pensò di utilizzare la maggior parte delle proprietà ebraiche confiscate per sostenere circa 200.000 ebrei per lo più anziani che non fossero in grado di lavorare e rimasero in Germania: tali piani si rivelarono impraticabili, almeno allo scoppio della guerra.
Nella Prima relazione trimestrale 1939 si affermò che le classi medie ebraiche stavano diventando sempre più povere e fu sottolineato che le normative sull'immigrazione erano state inasprite ovunque e che erano stati aumentati i fondi. Il 25 febbraio, Heydrich emanò l'Ordine sulla tassa sulla proprietà degli ebrei emigrati, questo denaro aveva lo scopo di incoraggiare l'emigrazione degli ebrei indigenti.

## LaReichsvereinigung
L'"organizzazione ebraica idonea" menzionata nella direttiva per la preparazione delle domande di emigrazione fu creata in base alla decima ordinanza della legge sulla cittadinanza del Reich del 4 luglio 1939. Lo scopo principale di questa associazione obbligatoria, denominata Associazione degli ebrei del Reich in Germania, che riunì gli ebrei tedeschi e gli ebrei apolidi residenti in Germania, fu originariamente destinata alla preparazione all'emigrazione, che doveva essere in gran parte lasciata agli ebrei stessi. La Reichsvereinigung aveva lo scopo di garantire che gli ebrei benestanti mettessero a disposizione una certa percentuale della loro ricchezza come "tassa di emigrazione" per poter finanziare l'emigrazione degli ebrei più poveri.

## Gli uffici per le deportazioni
Le filiali del Centro del Reich per l'emigrazione ebraica a Berlino furono: Vienna, dall'agosto 1938; Praga alla fine di luglio 1939; dalla primavera del 1941 ad Amsterdam.
Il quartier generale del Reich e le sue filiali furono successivamente identiche al dipartimento di Eichmann nell'Ufficio principale della sicurezza del Reich (RSHA). Dopo l'inizio della guerra, gli uffici rimasero in essere e continuarono a favorire l'emigrazione, almeno durante il primo anno di guerra, prima di cambiare funzione e organizzare quasi esclusivamente la deportazione nei campi di sterminio. Gli uffici centrali per l'emigrazione precisarono che l'Associazione degli ebrei del Reich in Germania, nel frattempo costretta a collaborare con le comunità religiose ad essa subordinate, dovette redigere gli elenchi ed aiutare la deportazione.